# 加利福尼亚州死刑制度

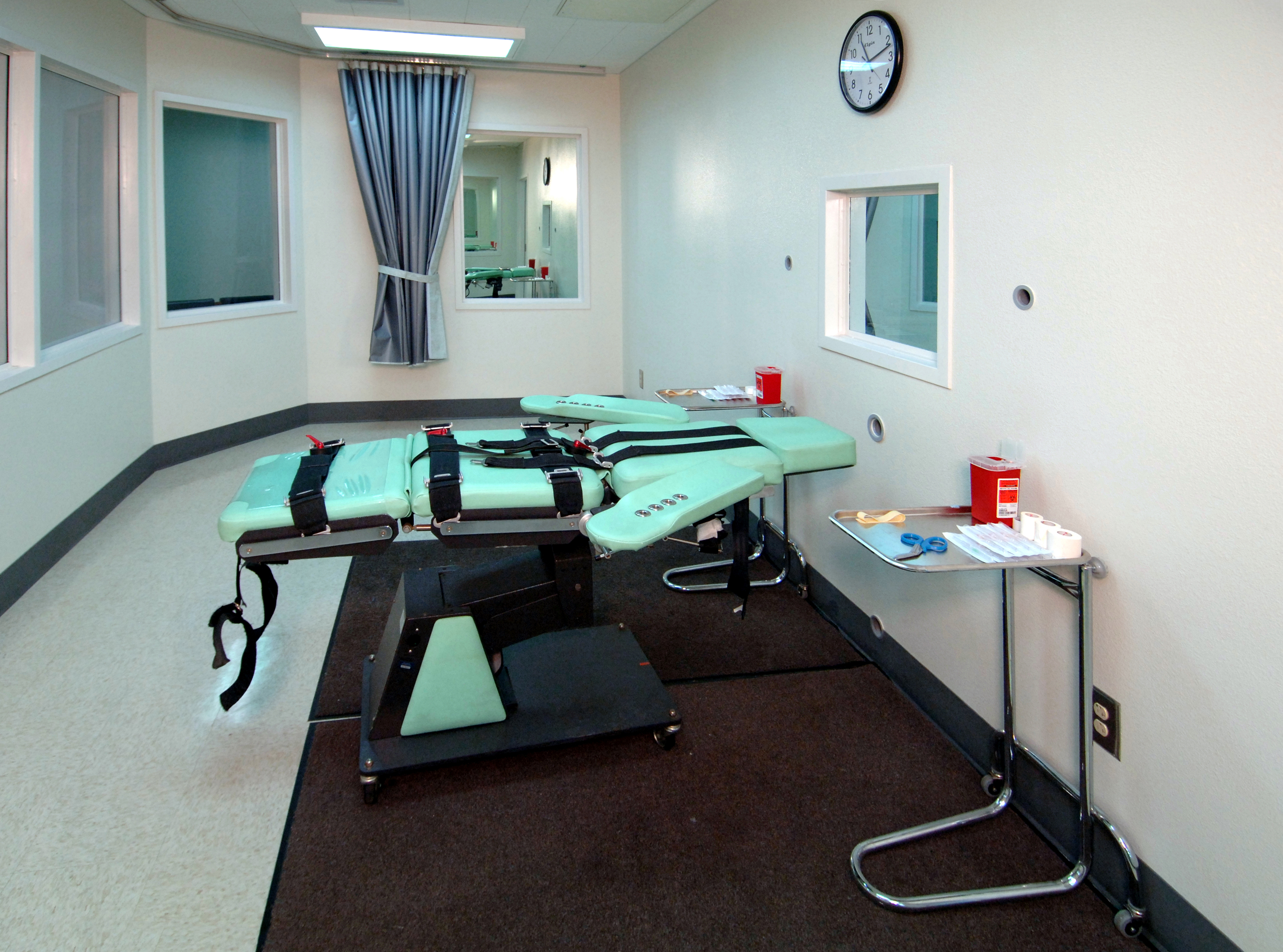
圣昆丁州立监狱的死刑注射室，于2019年被拆除。它于2010年完工，从未使用过。

死刑在美国加利福尼亚州是一种合法的刑罚。截至2019年3月，州长加文·纽森下令暂停进一步的执行死刑。在州长下令暂停执行死刑之前，法院下令冻结死刑的执行。
从1778年到1972年加州最高法院在“人民诉安德森案”中推翻州死刑法令的裁决，该州共执行了709起死刑。几个月后，加州选民恢复了死刑，17号提案使死刑在州宪法中合法化，并结束了安德森的裁决。自那次判决以来，只有13人被执行死刑，但数百名囚犯被判死刑。加州上一次执行死刑是在2006年。在加州被判处死刑的两个人也在密苏里州和弗吉尼亚州被执行死刑。
截至2021年2月，加州惩教与康复部的官方记录显示，加州死囚区有707名囚犯，是自2011年以来的最低水平，他们的主要死因是自杀、其他原因导致的死亡，而不是被执行。死囚中有23人是妇女，被关押在位于乔奇拉的加州中部妇女设施的女死囚区。

## 历史
加州第一个已知的死刑判决记录是在1778年。1778年4月6日，四名来自圣地亚哥地区的印第安酋长被判谋杀基督徒罪，并被圣迭戈要塞指挥官何塞·弗朗西斯科·奥尔特加判处死刑。这四人将于4月11日被枪杀。然而，有些人怀疑这些处决是否真的发生过。
加州历史上有四种方法用于执行死刑。直到加州加入联邦之前，死刑都是由行刑队执行的。一加入联邦，该州就选择了绞刑作为执行方式。
1872年2月14日，《刑法》修订，规定绞刑只能在县监狱或其他私人场所内执行。唯一被允许出席的人是县警长、一名医生和县地方检察官，他们还将选择至少12名“有信誉的公民”。不超过两名“福音牧师”和不超过五名被定罪者选出的人也可以出席。
1889年，随着法律的更新，死刑的执行转移到了州一级，于是其中几所州监狱——圣昆丁州立监狱和福尔松州立监狱，也开始执行绞刑。根据加州惩教署的说法，虽然法律没有要求审判法官选择特定的监狱，但惯犯通常都要被送到福尔松监狱。根据这些新法律，1893年3月3日，圣昆丁监狱第一个被执行死刑的是何塞·加布里埃尔，罪名是谋杀。福尔松监狱的第一个绞刑于1895年12月13日执行，罪名同样是谋杀。共有215名囚犯在圣昆丁监狱被处以绞刑，92人在福尔松监狱被处以绞刑。
加州在1937年采用了毒气室作为其唯一的死刑执行方法。第一批死于圣昆丁毒气室的人是阿尔伯特·凯塞尔和罗伯特·李·坎南，他们死于1938年12月2日。又有三人在两周内被执行了死刑。直到1967年，有194人被致命毒气处决，其中包括4名女性。最后一个人被毒气处决的人是艾伦·米切尔，于1967年4月12日被处决。
在以前，加州妇女机构为妇女提供死囚区。